# Heiko Westermann
Heiko Westermann (ur. 14 sierpnia 1983 w Alzenau) – niemiecki piłkarz występujący na pozycji obrońcy. Były reprezentant Niemiec.

## Kariera klubowa
Heiko Westermann jako dziecko trafił do amatorskiego klubu SG Schimborn. W 1994 roku przeszedł do 1. FC Hösbach, a po 4 latach do Bayernu Alzenau. W 2000 roku Heiko Westermann został piłkarzem SpVgg Greuther Fürth, a 26 stycznia 2003 zadebiutował w wygranym 1:0 spotkaniu z MSV Duisburg. Od tego czasu stał się podstawowym zawodnikiem drużyny. Trzy razy walczył z nią o awans do Bundesligi, za każdym razem nieudanie (dwukrotnie 5. pozycja i raz 9.). W końcu latem 2005 roku Westermann przeszedł do Arminii Bielefeld i 6 sierpnia rozegrał swój pierwszy mecz w ekstraklasie, który Arminia przegrała 2:5 z Werderem Brema. W Arminii grał niemal w każdym meczu. Przez dwa sezony opuścił zaledwie jeden mecz. Zdołał też zdobyć 5 goli w lidze, a wraz z klubem zajmował odpowiednio 13. miejsce w 2006 i 12. w 2007 roku.
15 czerwca 2007 Heiko Westermann przeszedł do FC Schalke 04, wicemistrza Niemiec. Podpisał 4-letni kontrakt, a o miejsce na środku obrony miał rywalizować z Marcelo Bordonem i Mladenem Krstajiciem.
W sezonie 2009/10 trener Schalke 04 Felix Magath wyznaczył go jako kapitana zespołu.
21 lipca 2010 podpisał czteroletni kontrakt z Hamburger SV którego został kapitanem.
Po wygaśnięciu umowy z Hamburgerem SV, 6 sierpnia podpisał 2-letni kontrakt z Realem Betis, beniaminkiem Primera División.
14 lipca 2016 roku podpisał 2-letni kontrakt z holenderskim klubem AFC Ajax.

## Kariera reprezentacyjna
W swojej karierze Westermann rozegrał kilka spotkań w młodzieżowych reprezentacjach Niemiec w kategoriach U-20 i U-21. W pierwszej reprezentacji zadebiutował 6 lutego 2008 roku w wygranym 3:0 towarzyskim spotkaniu z Austrią. W tym samym roku był w kadrze Niemiec na Euro 2008 i wywalczył wicemistrzostwo Europy.